# كونراد رولاند
كونراد رولاند (بالألمانية: Conrad Roland)‏ هو مهندس ومهندس معماري ألماني، ولد في 1934 في ميونخ في ألمانيا.